# Prisojni Orah
Prisojni Orah (cyr. Присојни Орах) – wieś w Czarnogórze, w gminie Plužine. W 2011 roku liczyła 64 mieszkańców.